# ロックフィールド・スタジオ

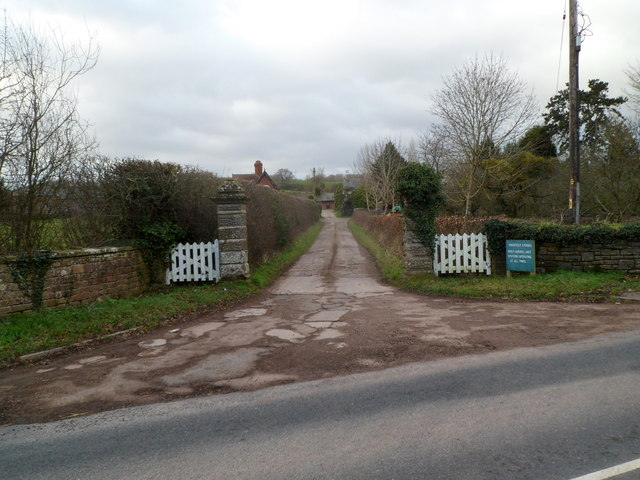
スタジオのエントランス

ロックフィールド・スタジオ（英: Rockfield Studios）は、ウェールズのモンマス近郊、モンマスシャーのロックフィールドの村はずれにある録音スタジオ。数々の傑作がここで録音された。

## 歴史
このスタジオは、キングズリー・ウォードとチャールズ・ウォードの兄弟が、1963年に既存の農家を改修して設立した。1965年、ここは世界初の宿泊可能な録音スタジオとなった。敷地にはコーチ・ハウスとクォッドラングルという2つのスタジオがあり、それぞれデジタル及びアナログレコーディングできるようになっている。

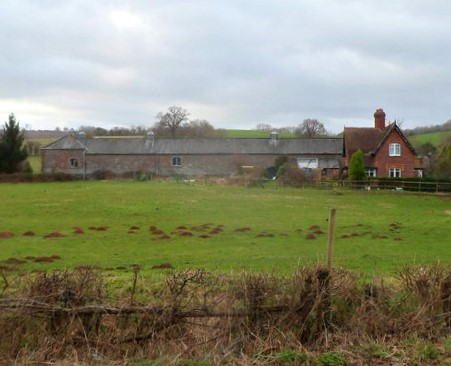
かつて農家だったというたたずまいのわかるスタジオの姿

このスタジオで最初の大ヒットとなったのは、デイヴ・エドモンズの「アイ・ヒア・ユー・ノッキング」（1970年）である。その成功の後、バッジーが7枚のアルバム、ホークウインドが何枚か、ホーボーが1枚、1973年にピーター・ハミルが2枚目のソロ・アルバム『カメレオン・イン・ザ・シャドウ・オブ・ザ・ナイト』、1974年にエースがヒット・シングル「ハウロング」、クイーンがアルバム『シアー・ハート・アタック』をレコーディングしている。クイーンは1975年8月、「ボヘミアン・ラプソディ」を含むアルバム『オペラ座の夜』のレコーディングを始めた。モーターヘッドは1975年にこのスタジオでの初レコーディングを行ない、しばらくの間、ロックフィールド・レーベルと契約した。
1996年から1997年にかけての12ヶ月間において、ロックフィールドでのセッションは5枚の全英トップ・アルバム（オアシス、ブラック・グレープ、ザ・シャーラタンズ、ブー・ラドリーズ）を生み出した。

## コーチ・ハウス・スタジオ
コーチ・ハウス・スタジオ（英: Coach House studio）は1968年に建てられ、ビンテージ物のマイクロフォン・アンプとイコライザを備えている。メインのミキシング・コンソールは NEVE 8128 であり、それに Neve 1060 マイクロフォン・アンプ、Rosser マイクロフォン・アンプ、API 550 イコライザ、Urei 1060 コンプレッサがとりつけられている。
演奏室は、個別の自然な音響効果に重点を置いたバンドのレコーディングに向くようデザインされている。ヤマハ製グランドピアノを置いたライブ演奏室、石造りのドラム演奏室、別の音響効果を持つドラム演奏室が各1部屋、アイソレーション・ブースが2部屋ある。
コーチ・ハウスでレコーディングをしたアーティストには、オアシス、ブレット・フォー・マイ・ヴァレンタイン、シンプル・マインズがいる。

## クォッドラングル・スタジオ
クォッドラングル・スタジオ（英: Quadrangle studio）は1973年に建てられ、クイーンが「ボヘミアン・ラプソディ」をレコーディングしたことで最も知られている。メインのミキシング・コンソールは MCI 500 であり、それに Neve 1060 マイクロフォン・アンプ、Rosser マイクロフォン・アンプ、API 550 イコライザ、Urei 1060 コンプレッサがとりつけられている。
クォッドラングル・スタジオの演奏室は、バンドの生演奏のレコーディング向けにデザインされている。ベーゼンドルファー製グランドピアノを置いたライブ演奏室が1部屋、異なった音響効果の広いドラム演奏室が2部屋、アイソレーション・ブースが3部屋、それらが 6m x 7m の中央コントロール室に沿って配置されている。
クォッドラングルでレコーディングをしたアーティストには、マニック・ストリート・プリーチャーズ、ロバート・プラント、コールドプレイがいる。

## アーティストの一覧

### 1960年代
- ジ・インターンズ（英語版）
- ラヴ・スカルプチャー
- ドク・トマス・バンド[3]

### 1970年代
- エース（英語版）
- ジョーン・アーマトレイディング（英語版）
- アーサー・ブラウン
- ブラック・サバス
- バッジー
- デイヴ・エドモンズ
- フレイミン・グルーヴィーズ
- デル・シャノン
- ドクター・フィールグッド
- シティ・ボーイ（英語版）
- ゲイリー・シェアストン（英語版）
- エドウィン・スター
- ホーボー
- ホークウインド
- マン（英語版）
- マイク・オールドフィールド
- モーターヘッド[3]
- プレリュード（英語版）
- クイーン
- ロイ・ハーパー
- ラッシュ
- ヴァン・ダー・グラフ・ジェネレーター
- ブリンズリー・シュウォーツ

### 1980年代
- アダム&ジ・アンツ
- エイジ・オブ・チャンス（英語版）
- バウハウス
- バッドマナーズ（英語版）
- クリスチャン・デス（英語版）
- クラナド
- ダムド
- エコー&ザ・バニーメン
- エディ・ブリケル&ニュー・ボヘミアンズ
- フィールズ・オブ・ザ・ネフィリム（英語版）
- イアン・ギラン
- ジ・アイシクル・ワークス（英語版）
- モンスーン
- イギー・ポップ
- ジョー・ ビーグル（英語版）
- ロバート・プラント[1]
- ザット・ペトロール・エモーション（英語版）
- シンプル・マインズ[3]
- ザ・スキッズ
- ストラングラーズ
- ティアドロップ・エクスプローズ（英語版）
- トゥ・パウ[3]
- ジ・アンダートンズ（英語版）
- ウォーターボーイズ（英語版）
- ワンダー・スタッフ

### 1990年代
- 60フット・ドールズ（英語版）
- アッシュ
- アズテック・カメラ[3]
- ビッグ・カントリー
- ブラック・グレープ
- ブラック・サバス
- ブルートーンズ
- ブー・ラドリーズ
- ザ・シャーラタンズ
- キャスト
- コールドプレイ
- デル・アミトリ（英語版）
- ゲイダッド
- ジーン
- HIM
- ジュリアン・レノン
- アニー・レノックス
- マニック・ストリート・プリーチャーズ
- メンズウェア
- ニュー・オーダー
- ノースサイド（英語版）
- オアシス
- オーシャンサイズ（英語版）
- ポール・ウェラー
- ザ・ポーグス
- ロック・ユニオン
- セパルトゥラ
- ザ・ストーン・ローゼズ[2]
- スーパー・ファーリー・アニマルズ
- ティーンエイジ・ファンクラブ
- トップローダー（英語版）
- ウィットネス（英語版）
- ザ・ウェディング・プレゼント
- XTC

### 2000年代
- バッドリー・ドローン・ボーイ
- バンド・オブ・スカルズ
- ザ・ベータ・バンド（英語版）
- ブレット・フォー・マイ・ヴァレンタイン
- カタトニア
- ザ・コーラル
- ザ・ダークネス
- ディレイズ（英語版）
- デルフィック
- フューネラル・フォー・ア・フレンド
- ジ・エナミー
- ジャイロスコープ（英語版）
- ヘヴン・アンド・ヘル
- イン・ケイス・オブ・ファイア（英語版）
- ジョー・ストラマー
- KTタンストール
- カサビアン
- マニック・ストリート・プリーチャーズ
- モーニング・ランナー（英語版）
- ナイジェル・ケネディ
- オーシャン・カラー・シーン
- パオロ・ヌティーニ
- シンプル・マインズ
- スターセイラー（英語版）
- スエード
- スーパーグラス
- スーパー・ファーリー・アニマルズ
- ザ・プロクレイマーズ[3]
- バイオレント・ソーホー（英語版）

### 2010年代
- マキシモ・パーク
- ザ・マッカビーズ（英語版）
- ガン（英語版）
- ベン・モンタギュー
- カサビアン
- ベロウヘッド（英語版）
- ロワー・ザン・アトランティス（英語版）
- ワイヤー
- フロスト*